# فتحي أبو الفضل
فتحي أبو الفضل (30 سبتمبر 1913 - 30 نوفمبر 1986) روائي مصري حاصل على وسام العلوم والفنون من الطبقة الأولى، من أشهر أعماله الأدبية رواية "حافية على الشوك" التي تحولت إلى فيلم سينمائي باسم "خائفة من شئ ما ، قامت بدور البطولة فيه الفنانة نجوى إبراهيم. وكذلك رواية "الثوب الضيق" التي صدرت عن دار المعارف، ورواية "دموع على ذكرى" و"هذه أو أموت" وكذلك قصة فيلم "في الوحل" الذي قام ببطولته الفنان نور الشريف.